# Inteligência de ameaças cibernéticas
Inteligência de ameaças cibernéticas (do inglês: Cyber Threat Intelligence, CTI) usualmente resumido como Inteligência Cibernética, ou ainda, Inteligência de Ameaças, é o ramo responsavel pela coleta, análise e exploração de informações para entender os motivos, alvos e comportamentos de um ataque cibernético, permitindo tomar decisões de segurança mais rápidas, mais informadas e baseadas em dados na luta contra agentes de ameaças. As fontes de inteligência de ameaças cibernéticas incluem inteligência de código aberto, inteligência de mídia social, inteligência humana e espionagem para coleta de dados derivados da dark web.
Nos últimos anos, a inteligência de ameaças tornou-se uma parte crucial da estratégia de segurança cibernética, pois permite que empresas e organizações, sejam mais proativas em sua abordagem e determinem quais ameaças representam os maiores riscos para um negócio. Isso coloca as empresas em uma frente mais proativa - tentando ativamente encontrar suas vulnerabilidades e evitar hackeamentos antes que eles aconteçam. Este método está ganhando importância nos últimos anos, uma vez que, como a IBM estima, o método mais comum que as empresas são hackeadas é através da exploração de ameaças (47% de todos os ataques) 
As vulnerabilidades de ameaças aumentaram nos últimos anos também devido à pandemia do COVID-19 e mais pessoas trabalhando em casa – o que torna os dados das empresas mais vulneráveis. Devido às crescentes ameaças, por um lado, e à crescente sofisticação necessária para inteligência de ameaças, muitas empresas optaram nos últimos anos por terceirizar suas atividades de inteligência de ameaças para um provedor de segurança gerenciado (MSSP) .

## Tipos
Existem três classes abrangentes, mas não categóricas, de inteligência de ameaças cibernéticas: 
- Tática: inteligência técnica (incluindo indicadores de comprometimento, como endereços IP, nomes de arquivos ou hashes) que pode ser usada para auxiliar na identificação de agentes de ameaças
- Operacional: detalhes da motivação ou capacidades dos agentes de ameaças, incluindo suas ferramentas, técnicas e procedimentos
- Estratégico: inteligência sobre os riscos abrangentes associados às ameaças cibernéticas que podem ser usadas para conduzir a estratégia organizacional de alto nível

## Benefícios da inteligência de ameaças cibernéticas
A inteligência de ameaças cibernéticas oferece vários benefícios, que incluem:
1. Dá às organizações, agências ou outras entidades, a capacidade de desenvolver uma postura proativa e robusta de cibersegurança e de reforçar a gestão geral de riscos e as políticas e respostas de cibersegurança.[5]
2. Impulsiona o impulso em direção a uma postura proativa de segurança cibernética que é preditiva, não simplesmente reativa após um ataque cibernético
3. Permite detecção aprimorada de riscos e ameaças
4. Informa melhor a tomada de decisão antes, durante e após a detecção de uma invasão cibernética ou interferência pretendida de serviços de TI/TO.
5. Permite o compartilhamento de conhecimentos, habilidades e experiências entre a comunidade de práticas de segurança cibernética e as partes interessadas em sistemas.
6. Comunica superfícies de ameaças, vetores de ataque e atividades maliciosas direcionadas às plataformas de tecnologia da informação e de tecnologia operacional.
7. Servir como repositório baseado em fatos para evidências de ataques cibernéticos bem-sucedidos e malsucedidos.
8. Forneça indicadores para equipes de resposta a emergências de computador e grupos de resposta a incidentes.

## Elementos chave
Dados ou informações sobre ameaças cibernéticas com os seguintes elementos-chave são considerados inteligência sobre ameaças cibernéticas: 
- Baseado em evidências: as evidências de ameaças cibernéticas podem ser obtidas a partir da análise de malware para garantir que a ameaça seja válida
- Utilidade: é preciso haver alguma utilidade para ter um impacto positivo no resultado ou na organização de um incidente de segurança
- Acionável: a inteligência de ameaças cibernéticas obtida deve conduzir à ação de controle de segurança, não apenas dados ou informações

## Atribuição
As ameaças cibernéticas envolvem o uso de computadores, dispositivos de armazenamento, redes de software e repositórios baseados em nuvem. Antes, durante ou depois de um ataque cibernético, informações técnicas sobre as informações e tecnologia operacional, dispositivos, rede e computadores entre o(s) invasor(es) e a(s) vítima(s) podem ser coletadas, armazenadas e analisadas. No entanto, identificar a(s) pessoa(s) por trás de um ataque, suas motivações ou o patrocinador final do ataque, - denominado atribuição, às vezes é difícil. Recente os esforços em inteligência de ameaças enfatizam a compreensão dos  TTPs (taticas, técnicas e procedimentos) de adversários .
Uma série de recentes relatórios analíticos de inteligência de ameaças cibernéticas foram divulgados por organizações dos setores público e privado que atribuem ataques cibernéticos. Isso inclui os relatórios APT1 e APT28 da Mandiant,  o relatório APT29 do US CERT,  e os relatórios Dragonfly, Waterbug Group e Seedworm da Symantec.

## Compartilhamento de CTI
Em 2015, a legislação do governo dos EUA na forma da "Lei de Compartilhamento de Informações de Cibersegurança" incentivou o compartilhamento de indicadores CTI entre o governo e organizações privadas. Essa lei exigia que o governo federal dos EUA facilitasse e promovesse 4 objetivos do CTI: 
1. Compartilhamento de "indicadores de ameaças cibernéticas classificados e desclassificados em posse do governo federal com entidades privadas, agências governamentais não federais ou governos estaduais, tribais ou locais";
2. Compartilhamento de “indicadores não classificados com o público”;
3. Partilha de “informação com entidades sob ameaças de cibersegurança para prevenir ou mitigar efeitos adversos”;
4. Compartilhamento de "melhores práticas de cibersegurança com atenção aos desafios enfrentados pelas pequenas empresas.

Em 2016, a agência do governo dos EUA Instituto Nacional de Padrões e Tecnologia (NIST) emitiu uma publicação (NIST SP 800-150) que delineou ainda mais a necessidade de compartilhamento de informações sobre ameaças cibernéticas, bem como uma estrutura para implementação.